# Cyclaspis caprella
Cyclaspis caprella är en kräftdjursart som beskrevs av Hale 1936. Cyclaspis caprella ingår i släktet Cyclaspis och familjen Bodotriidae. Inga underarter finns listade i Catalogue of Life.